# Янів Шимоні
Янів Шимоні (івр. יניב שמעוני; нар. 17 липня 1961) — ізраїльський ілюстратор і дизайнер. Лауреат премії Музею Ізраїлю за ілюстрування дитячих книжок (2010) за малюнки до книги Янеца Леві «Пригоди дядька Лева у румунських степах».

## Біографія
Янів Шимоні народився і виріс у місті Рамат-Ган. Випускник факультету візуальної комунікації Академії мистецтв і дизайну «Бецалель».
Після закінчення «Бецалеля» Шимоні був артдиректором у низці рекламних агентств: «Публісіс-Аріелі» (івр. פובליסיס-אריאלי), «Кешер Барель-МекКан» (івр. קשר בראל-מקאן), «Ґітам» (івр. גיתם), «Реувені-Фрідан» (івр. ראובני פרידן).
У 1990-х роках він мешкав у Лондоні і працював ілюстратором коміксів для журналу «2000 AD» («Суддя Дредд»).
По поверненні до Ізраїлю ввійшов до команди засновників рекламного відділу супутникового телебачення «yes».
Був артдиректором і головним ілюстратором анімаційного фільму «Подорож до зірки мінімаків» (івр. המסע לכוכב המינימיקים).
З 2014 року Шимоні викладає в коледжі мистецтв «Міншар». Також викладав у Ізраїльському коледжі анімації та дизайну (IAC) у Тель-Авіві.
Він також є ілюстратором і дизайнером для рекламних агентств, ілюстратором для газет і журналів, дизайнером персонажів і середовища для анімації, віртуальної реальності та реклами, мистецьких концепцій, ілюструє дитячі книги.
Зараз він працює з Дотаном Ґолдвассером (івр. דותן גולדוואסר) над розробкою анімаційного фільму, для якого він виграв грант на розробку сценарію для повнометражного анімаційного фільму, наданий Фондом мистецтв Єгошуа Рабіновіча.

## Особисте життя
Шимоні одружений, батько двох дочок. Живе в Тель-Авіві.

## Ілюстровані книги
- «Чарівник» (івр. הקוסם) — Одед Бе'ері
- «Книга для польотів» (івр. הקוסם) — Еяль Кіціс і Таль Фрідман, видавництво «Єдіот Сфарім»
- «Ідеальна мати» (івр. הקוסם) — Рінат Прімо, видавництво «Дані Сфарім»
- «Згинач бананів» (івр. מכופף הבננות), «Ай-ауч-авва» (івр. איה אאוץ אווה), «Сяйвочка» (івр. זהרורים), «Ура і молодець» (івр. יחי והידד) — Рінат Прімо, видавництво «Єдіот Сфарім»
- «Нано-комікси» (івр. ננו קומיקס) — Інститут Вейцмана
- Серія «Пригоди дядька Лева» (івр. הרפתקאות דוד אריה) — Янец Леві, видавництво «Кінерет Змора-Бітан Двір»
- «Дідівство тепер» (івр. סבאות עכשיו) — Една Каценельсон і Амірам Равів, видавництво «Кінерет Змора-Бітан Двір»
- «Яка наша історія» (івр. מה הסיפור שלנו) — Орі Керман (івр. אורי קרמן), видавництво «Кінерет Змора Бітан»
- Серія «Ідеальна історія» (івр. הסיפור המושלם) — Ельдад Ілані, видавництво «Кінерет Змора Бітан»
- «Дивовижний чарівник країни Оз» — Френк Баум, видавництво «Кінерет Змора Бітан»
- «Пані Горобецька — не чудовисько» (івр. המורה דרורה לא מפלצת) — Янец Леві, видавництво «Кінерет Змора Бітан»
- «Як скасовували математику» (івр. איך בוטלה המתמטיקה) — Авіад Кляйнберґ, видавництво «Єдіот Сфарім»
- «Обережно, пупик» (івр. זהירות פופיק) — Шарон Кантор, видавництво «Кінерет Змора Бітан»
- Серія «Діти будиночка на дереві» (івр. בית העץ) — Ран Коен Агаронов, видавництво «Кінерет Змора Бітан»
- «Ейнштейн Великий рот» (івр. פה גדול איינשטיין) — Алон Шилдкраут (івр. אלון שילדקראוט), видавництво «Єдіот Сфарім»
- «Мій найкращий друг» (івр. החבר הכי טוב שלי) — Рінат Прімо, видавництво «Єдіот Сфарім»
- «Девора Омер розповідає про Бен-Гуріона» (івр. דבורה עומר מספרת על בן-גוריון) — видавництво «Кінерет Змора Бітан»

У березні 2021 року вийшов ізраїльський комікс «Бляшаний брат» (івр. אח מפח), за редакцією Міхала Паза Клепа, написаний та проілюстрований Шимоні, опублікований у «Кінерет Змора Двір».
Серії книжок в ілюстрації: «Пригоди дядька Лева», «Ідеальна історія» та «Діти будиночка на дереві» входять до книжкових гіт-парадів Міністерства освіти Ізраїлю та стали бестселерами.

## Дизайн та ілюстрації для анімації
- «Подорож до зірки мінімаків» (івр. המסע לכוכב המינימקים) — головний дизайнер і директор арт-департаменту студії «Шорткат-Плейґраунд» (івр. שורטקאט פלייגראונד)
- «Пейзаж дитинства» (івр. נוף ילדות) — короткометражний анімаційний музичний фільм режисера Реута Аврані (івр. רעות אברני)
- «Великий орел» (івр. הנשר הגדול) — документальний цикл (Yes-Docu) Урі Розенвакса (івр. אורי רוזנווקס) про Маймоніда
- «Нобелівські лауреати» (івр. הנובליסטים) — документальний серіал (Yes-Docu) Урі Розенвікса про ізраїльських нобелівських лауреатів
- «Земні царства» (івр. מלכויות של מטה) — документальний серіал (канал «Кан 11») Урі Розенвакса про хасидський світ

## Концепт-арт для фільмів
- «Ая» (івр. איה) — короткометражний ізраїльський фільм режисерів Одеда Бін Нуна та Міхала Брезіса
- «Повість про любов і темряву» (івр. סיפור על אהבה וחושך) — фільм режисера Арада Шаввата
- «Норман: помірний підйом і стрімке падіння американця-махера» (івр. נורמן: עלייתו המתונה ונפילתו התלולה של מאכער אמריקאי) — драматичний фільм, створений Арадом Шавватом
- «Медіатор» (івр. המגשר) — розроблений Арадом Шавватом
- «Наші хлопчики» (івр. הנערים) — ізраїльсько-американський мінісеріал
- «Абсентія» (івр. אבסנטיה) — саспенс-серіал

## Участь у виставках
- «Вибух малюнків» (івр. פיצוץ רישומי), Галерея Експерт, Тель-Авів. Куратор: Рам Самоха (івр. רם סמוכה)
- «THIS SIDE UP», Галерея-бар «Сусідова»
- «Янів Шимоні — штрихи до портрета» (івр. יניב שמעוני – קווים לדמותו), Музей коміксів Холона[5]
- «Закони та їхні порушення» (івр. חוקים ושבירתם) — в рамках фестивалю дитячої культури, Корея
- «Відповідальний дорослий» (івр. המבוגר האחראי) — знакові постаті в ізраїльській дитячій літературі, Холон
- Виставка «Йдімо» (івр. שנזוז) у коледжі Міншара в рамках Тижня ілюстрації (2016)
- «BUXA'S TOYS COME TO LIFE», виставка в «BUXA», Тель-Авів

## Виноски
1. ↑  מערכת עכבר העיר און ליין (17.01.2007). פנים חדשות: יניב שמעוני (івр.) . Га-Арец. Процитовано 06.07.2022.
2. ↑  יניב שמעוני. מנשר לאמנות (івр.) . Процитовано 06.07.2022.
3. ↑  פרופיל אמן – יניב שמעוני: הפנקס – כתב עת מקוון לתרבות וספרות לילדים. 22.03.2013. Процитовано 06.07.2022.
4. ↑  אח מפח lang=івр. www.kinbooks.co.il. {{cite web}}: Пропущено вертикальну риску в: |title= (довідка)
5. ↑  יניב שמעוני - קווים לדמותיו. museums.gov.il.